# Obsttiene
Obsttiene, manchmal auch Obsttine geschrieben, bezeichnet im Raum Werder (Havel) ein spezielles fassähnliches, hölzernes Transportgefäß für Tafeltrauben und Obst.

## Geschichte
Bis in die Zeit nach dem Ersten Weltkrieg wurde in der brandenburgischen Stadt Werder (Havel) ein hölzernes Gefäß, kurz Tiene genannt, verwendet. Die Holzbottiche wurden in der Regel auf dem Rücken der Obstbauern bis in die Transportkähne getragen und auf der Havel und auf der Spree vornehmlich zu den Verkaufsständen und Märkten in Berlin verschifft. Zur Erinnerung an diese Zeit wird der ehemalige Sammel- und Verladeplatz der Tienen an der Föse, dem westlichen Havelarm inzwischen ganz offiziell Tienenplatz genannt.

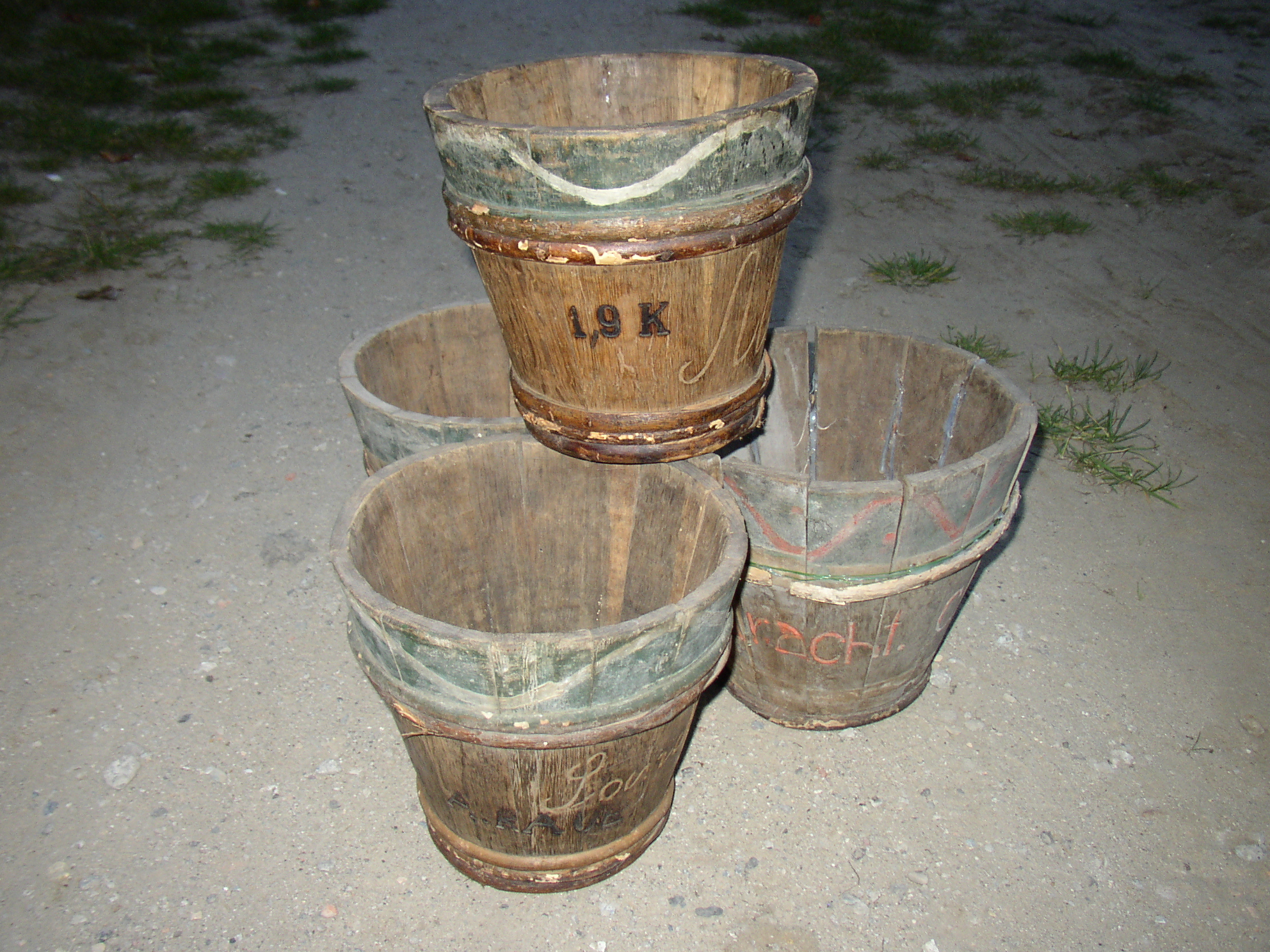
Tienen

## Tiene im Weinbau
Der Begriff Tiene stammt aus dem Kelterweinbau und wurde in der Mark Brandenburg ursprünglich im 16./17. Jahrhundert für die Holzbottiche verwandt, in denen die Trauben getreten wurden. Später übertrugen die Werderaner den Begriff auf die Gefäße, in denen sie ihre Tafeltrauben und ihr Obst transportierten. Das Obstanbaugebiet um die Inselstadt Werder hat eine lange Tradition, die auf die Obstfelder der Zisterziensermönche im Kloster Lehnin zurückgeht, in deren Besitz sich Werder lange befand.

### Fassungsvermögen, Maße

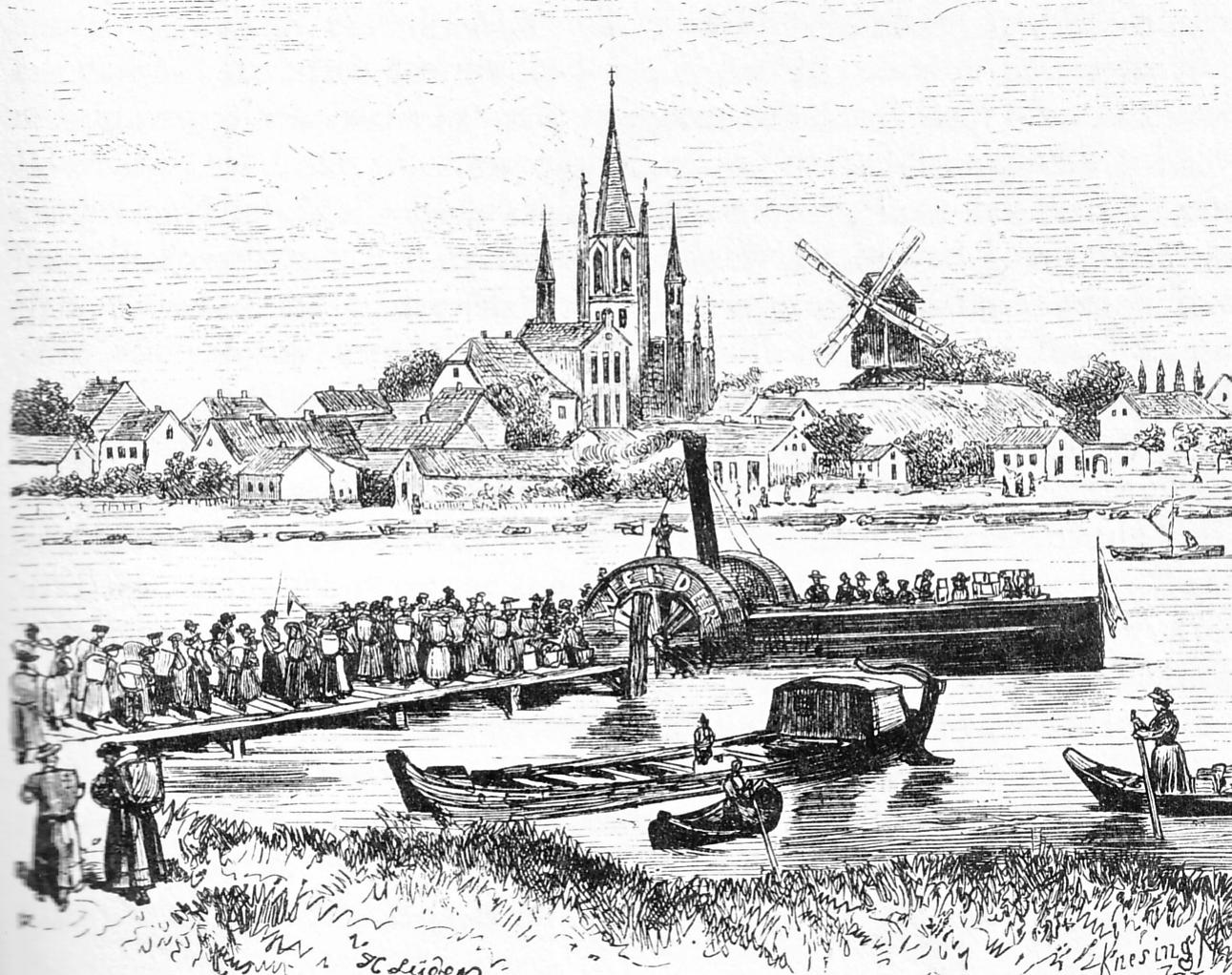
Verladung der Tienen auf den Obstdampfer nach Berlin, Lithographie 1881

Je nach Obstart betrug der Inhalt einer Tiene 3,5 bis 4 Kg beziehungsweise 7 Liter. Aus Eichenholz gefertigte Gefäße hatten ein Eigengewicht von 1,8 Kilogramm, die aus Fichtenholz 1,6 Kilogramm. Die konisch gebauten Tienen wurden zum Versand oben mit einem Leinentuch zugebunden. In Werder (Havel) und Umgebung waren um 1900 mehr als 200.000 Tienen in Gebrauch, deren Herstellung für das werdersche Handwerk recht bedeutsam war. Auf der Insel gab es drei Böttchereien. Es ist anzunehmen, dass das Böttchergewerbe schon im 18. Jahrhundert in Werder/Havel aufkam und die ersten Tienen Anfang des 19. Jahrhunderts für den Transport von Früchten hergestellt wurden. Bevor die Tienen an die Obstzüchter verkauft wurden, ließen die Böttcher sie eichen. Die Tienen wurden getrocknet und dann gewogen und das Eigengewicht auf der Außenseite eingebrannt. Eine neue Kirschtiene mit einem Fassungsvermögen von 7 bis 9 Pfund kostete 1908 sechzig Pfennige. Himbeertienen fassten 50 bis 60 Pfund. Die Früchte waren für die industrielle Verarbeitung bestimmt. Werder hat in Bezug auf Transportgefäße bahnbrechend gewirkt, indem es als erstes deutsches Anbaugebiet um 1910 den Spankorb einführte. Damit verlor die Tiene sehr schnell ihre Bedeutung.

## Tienen interessanter als Schinkelbauten (Fontane)
Theodor Fontane erinnerte sich in den Wanderungen durch die Mark Brandenburg an seinen Schulweg in Berlin, der ihn jeden Morgen am Stand der Werderschen zwischen Friedrichsbrücke und der Herkulesbrücke an ihrem ursprünglichen Standort bei der Burgstraße vorbeiführte: „Mitunter traf es sich wohl auch, daß wir das verspätete »zweite Treffen« der Werderschen, vom Unterbaume her, heranschwimmen sahen: große Schuten dicht mit Tienen besetzt, während auf den Ruderbänken zwanzig Werderanerinnen saßen und ihre Ruder und die Köpfe mit den Kiepenhüten gleich energisch bewegten. [...] Die Luft schwamm in einem erfrischenden Duft, und der Kuppelbau der umgestülpten und übereinander getürmten Holztienen interessierte uns mehr als der Kommodenbau von Monbijou und, traurig zu sagen, auch als der Säulenwald des Schinkelschen Neuen Museums.“